# Octavi Serret Guàrdia
Octavi Serret Guàrdia   (Vall-de-roures, 1965) és un llibreter català i el propietari de la Llibreria Serret de Vall-de-roures, a la comarca del Matarranya. Compta amb més de 25 anys com a llibreter i quinze venent i promocionant llibres a través d'internet. El 2009 va ser guardonat amb el Premi Nacional a la Projecció Social de la Llengua Catalana.